# TOML
TOML (Tom's Obvious, Minimal Language) è un formato di file testuale per la definizione di configurazioni.
Dalla versione 3.11 il linguaggio Python prevede una libreria denominata tomllib per la lettura dei file TOML. Cargo, il sistema di gestione dei pacchetti di Rust, prevede l'utilizzo di file TOML.